# Heinrich IX. (Waldeck)
Heinrich IX. von Waldeck (* 10. Dezember 1531; † 3. Oktober 1577 in Werbe) war der vierte Sohn des Grafen Philipp IV. (* 1493; † 1574) und dessen erster Frau Margarethe von Ostfriesland (* 1500; † 1537) und war vier Monate lang regierender Graf von Waldeck-Wildungen.
Heinrich folgte seinem am 7. Juni 1577 kinderlos verstorbenen Bruder Daniel (* 1530; † 1577) als Graf von Waldeck-Wildungen. Er war zwar der siebte regierende Graf mit Namen Heinrich, aber weil es im Haus Waldeck zuvor auch die nichtregierenden Heinrich II. und Heinrich III. gegeben hatte, wird er in der Zählung des Hauses meist als Heinrich IX. bezeichnet.
1562 bis 1563 nahm er auf protestantischer Seite am Ersten Hugenottenkrieg in Frankreich teil. Nach seiner Rückkehr heiratete er am 19. Dezember 1563 in Korbach die protestantische Freifrau Anna von Viermund zu Nordenbeck (* 1538; † 1599), die die Herrschaft Nordenbeck mit in die Ehe brachte. Die Ehe blieb kinderlos.
Annas Stiefcousins, die die weibliche Erbfolge nicht anerkannten, überfielen und besetzten nur wenig später die Burg Nordenbeck, die das Zentrum von Annas Besitz bildete. Heinrich musste einen Gegenangriff wegen Geldmangels zunächst aufschieben. Beim schließlichen Aufmarsch ging jedoch sein Pferd durch und er starb, am Steigbügel hängend, vor den Augen seiner Frau Anna im Oktober 1577. Anna erhielt Nordenbeck erst 1580 nach erfolgreicher Klage beim Reichskammergericht zurück.
Heinrichs Nachfolger als Graf von Waldeck-Wildungen wurde sein Neffe Günther (* 29. Juni 1557, † 23. Mai 1585), Sohn des bereits 1570 verstorbenen Samuel von Waldeck.